# کیت دیکی
کیت دیکی (انگلیسی: Kate Dickie؛ زادهٔ ۱۹۷۱ (۵۳–۵۴ سال)) بازیگر اهل بریتانیا است.
از فیلم‌هایی که وی در آن‌ها نقش داشته‌است، می‌توان به وقایع‌نگاری فرانکنشتاین، پایان ناخوشایند و رانده‌شده اشاره نمود.